# Мшари
Мша́ри  — гідрологічний заказник місцевого значення. Розташований на південній околиці міста Семенівка Семенівського району Чернігівської області.

## Загальні відомості
Гідрологічний заказник місцевого значення «Мшари» створений рішенням Чернігівського облвиконкому від 27 грудня 1984 року № 454.
Заказник загальною площею 52 га розташований у Семенівському районі Чернігівської області на землях Семенівської міської ради.

## Завдання
- збереження в природному стані болотного масиву, що має велике значення в регулюванні водного режиму прилеглих територій;
- охорона умов відтворення, відновлення чисельності рідкісних рослин та тварин;
- проведення наукових досліджень і спостережень;
- підтримання загального екологічного балансу в регіоні;
- поширення екологічних знань тощо.